# Probabilizm
Probabilizm (z łac. probabilis – prawdopodobny) – system etyczny stwierdzający, że w razie wątpliwości co do zastosowania zasad moralnych w danej sytuacji można iść za opinią prawdopodobną, choćby nawet opinia przeciwna była od niej bardziej prawdopodobna. 
Twórcą tego systemu jest Bartolomé de Medina. Był on głoszony zwłaszcza przez jezuitów i dominikanów. Probabilizm sprzeciwia się zarówno tucjoryzmowi, jak i laksyzmowi (oba potępione przez papiestwo). Pokrewnym, choć nieco odmiennym stanowiskiem jest probabilioryzm. W XVIII wieku św. Alfons Maria Liguori połączył oba prawowierne nurty, formułując ekwiprobabilizm, który stał się oficjalną nauką Kościoła. Probabilizm ma tę zaletę, że pozwala unikać skrupułów, tym niemniej był atakowany przez rygorystów, zwłaszcza jansenistów (potępionych przez Watykan). Probabiliści popierali mocno kult Serca Jezusowego i miłosierdzia Bożego. W XX wieku do probabilizmu nawiązała w pewnym stopniu etyka sytuacyjna.